# Maria Zetterlund
Maria Johanna Zetterlund, född 19 februari 1867 i Kristinehamn, död 17 juli 1953 i Stockholm, var en svensk målare.
Hon var elev till Carl Larsson vid Valands målarskola 1892 samt för Georg Pauli och Hanna Hirsch-Pauli vid Académie Julian i Paris där hon specialiserade sig på figur och porträttmåleri; bland annat målade hon av konstnärskollegan Siri Lagercrantz. Hon medverkade i samlingsutställningar arrangerade av Göteborgs konstförening på Valands. Ett av hennes arbeten inköptes 1930 av Georg Pauli som donerade tavlan vidare till Norra Smålands konstförening med tanken att verket skulle ingå i Jönköpings läns museums samling.  